# Podivice
Podivice (en allemand : Podiwitz, précédemment : Podiewitz) est une commune du district de Vyškov, dans la région de Moravie-du-Sud, en République tchèque. Sa population s'élevait à 170 habitants en 2020.

## Géographie
Podbřežice se trouve à 10 km au nord de Vyškov, à 35 km au nord-est de Brno et à 202 km à l'est-sud-est de Prague.
La commune est limitée par la zone militaire de Březina au sud, à l'ouest et au nord, par Brodek u Prostějova au nord-est, et par Ondratice à l'est et au sud-est.

## Histoire
La première mention écrite de la localité date de 1143.